# 1966年の相撲
1966年の相撲（1966ねんのすもう）は、1966年の相撲関係のできごとについて述べる。

## 大相撲

### できごと
- 1月場所からテレビ中継はNHKだけとなる。
- 2月、大関栃光引退、年寄千賀ノ浦襲名。栃ノ海一行のマカオ巡業。広島準本場所は暴力団と関係があり、開催中止に決まる。柏戸がエールフランス招待で渡欧。明武谷、大豪、鶴ヶ嶺がキャセイ航空で香港旅行。
- 3月、相撲解説者玉ノ海梅吉、NHK放送文化賞受賞。
- 4月、二所ノ関部屋の千葉県・白子道場完成。
- 5月、夏場所8日目、昭和天皇、皇后観戦。幕下付出は幕下最下位から取り組むことになる。TBSラジオ中継中止となり、民放の相撲実況中継がなくなる。大関北葉山引退、年寄枝川襲名。
- 6月、柏鵬一行のハワイ巡業、幕下の高見山が参加。
- 7月、名古屋場所は大関が豊山ひとりとなる。場所中、立合いの是正申し合わせ。21代式守伊之助が25代木村庄之助襲名。場所後の番付編成会議でこの場所10勝5敗だった北の冨士の大関昇進決定。
- 9月、秋場所後の番付編成会議で玉乃島の大関昇進決定。10年ぶりに力士運動会を開催。
- 10月、大阪準本場所15日間、横綱柏戸優勝。
- 11月、栃ノ海引退、横綱一代年寄となる。

### 本場所
- 一月場所（蔵前国技館・16日～30日）
幕内最高優勝 : 柏戸剛（14勝1敗,4回目）
　殊勲賞-北の冨士、敢闘賞-玉乃島、技能賞-海乃山
十両優勝 : 東錦栄三郎（11勝4敗）
- 三月場所（大阪府立体育館・13日～27日）
幕内最高優勝 : 大鵬幸喜（13勝2敗,19回目）
　殊勲賞-北の冨士、敢闘賞-高鐵山、技能賞-淺瀬川
十両優勝 : 君錦利正（13勝2敗）
- 五月場所（蔵前国技館・15日～29日）
幕内最高優勝 : 大鵬幸喜（14勝1敗,20回目）
　殊勲賞-麒麟児、敢闘賞-玉乃島、技能賞-北の冨士
十両優勝 : 大心昇（12勝3敗）
- 七月場所（愛知県体育館・3日～17日）
幕内最高優勝 : 大鵬幸喜（14勝1敗,21回目）
　殊勲賞-玉乃島、敢闘賞-鶴ヶ嶺、技能賞-鶴ヶ嶺
十両優勝 : 前の山和一（13勝2敗）
- 九月場所（蔵前国技館　11日～25日）
幕内最高優勝 : 大鵬幸喜（13勝2敗,22回目）優勝決定戦で柏戸に勝利。
　殊勲賞-玉乃島、敢闘賞-禊鳳、技能賞-麒麟児
十両優勝 : 大文字研二（12勝3敗）
- 十一月場所（福岡スポーツセンター・13日～27日）
幕内最高優勝 :大鵬幸喜（15戦全勝,23回目）
　殊勲賞-琴櫻、敢闘賞-鶴ヶ嶺、技能賞-高鐵山
十両優勝 : 金乃花武夫（13勝2敗）

## 誕生
- 1月1日 - 北勝鬨準人（最高位：前頭3枚目、所属：伊勢ノ海部屋、年寄：伊勢ノ海）[1]
- 1月5日 - 鬼雷砲良蔵（最高位：前頭4枚目、所属：高田川部屋）[2]
- 1月25日 - 重夫（三役呼出、所属：九重部屋）[3]
- 2月2日 - 琴冠佑源正（最高位：十両7枚目、所属：佐渡ヶ嶽部屋）[4]
- 2月11日 - 清の富士猛（最高位：十両11枚目、所属：伊勢ヶ濱部屋）
- 2月20日 - 春日富士晃大（最高位：前頭筆頭、所属：春日山部屋→安治川部屋、+ 2017年【平成29年】）[1]
- 3月8日 - 若翔洋俊一（最高位：関脇、所属：二子山部屋）[5]
- 4月22日 - 前進山良太（最高位：十両2枚目、所属：高田川部屋、若者頭：前進山）[6]
- 7月7日 - 大翔山直樹（最高位：前頭2枚目、所属：立浪部屋、年寄：追手風）[7]
- 7月16日 - 玉海力剛（最高位：前頭8枚目、所属：片男波部屋）[5]
- 9月24日 - 床仁（一等床山、所属：宮城野部屋→高島部屋→春日山部屋→追手風部屋→中川部屋→荒汐部屋）
- 10月12日 - 大日岳栄隆（最高位：十両7枚目、所属：春日野部屋→玉ノ井部屋、世話人：大日岳）[8]
- 11月17日 - 大若松好弘（最高位：前頭13枚目、所属：大鵬部屋）[9]

## 死去
- 2月22日 - 藤ノ川雷五郎（最高位：関脇、所属：伊勢ノ海部屋、* 1888年【明治21年】）[10]
- 5月19日 - 池田川助枩（最高位：前頭4枚目、所属：立浪部屋、* 1900年【明治33年】）[11]
- 5月30日 - 外ヶ濱弥太郎（最高位：前頭筆頭、所属：入間川部屋→出羽海部屋→千賀ノ浦部屋→出羽海部屋、* 1897年【明治30年】）[12]
- 7月16日 - 開月勘太郎（最高位：前頭13枚目、所属：尾車部屋→峰崎部屋→片男波部屋→伊勢ノ海部屋→花籠部屋、* 1899年【昭和32年】）[13]
- 7月18日 - 釋迦ヶ嶽庄太郎（最高位：前頭3枚目、所属：山科部屋→出羽ノ海部屋、* 1889年【明治22年】）[14]
- 10月20日 - 13代木村玉之助（元・立行司、所属：中村部屋、* 1888年【明治21年】）
- 11月2日 - 楯甲新蔵（最高位：前頭筆頭、所属：中村部屋→友綱部屋→中村部屋、* 1908年【明治41年】）[15]
- 12月14日 - 19代式守伊之助（元・立行司、所属：峰崎部屋→友綱部屋→立浪部屋、* 1886年【明治19年】）[16]